# Fabian Lange
Fabian Lange (* 1965) ist ein deutscher Autor und Journalist.

## Leben
Fabian Lange ist der Sohn des Kommunalpolitikers Karl-Wilhelm Lange und wuchs in Südniedersachsen auf. Nach dem Studium der Architektur an der Gottfried Wilhelm Leibniz Universität Hannover und der Staatlichen Hochschule für bildende Künste (Städelschule) in Frankfurt am Main arbeitete Fabian Lange als Architekt und lehrte an der Technischen Universität Dortmund und an der Fachhochschule Frankfurt am Main.
Parallel zu seiner Tätigkeit als Architekt begann er zusammen mit seinem Bruder Cornelius Lange (* 1963) im Autorenteam zu schreiben. Seit 2000 arbeitet Fabian Lange hauptberuflich als Autor mit dem thematischen Schwerpunkt Wein. So deckte er etwa mit seinem Bruder auf, dass bei Discountern wiederholt gefälschte Weine im Angebot waren.
Fabian Lange ist als Weinkorrespondent für das Magazin Stern tätig und schreibt für die Frankfurter Allgemeine Sonntagszeitung sowie für die Wochenzeitung Die Zeit und die Magazine Merum und Vinum.
Mit Cornelius Lange produziert er außerdem TV-Beiträge für ARD und arte. Er lebt in der Nähe von Mainz.

## Publikationen (Auswahl)
- Die Tafelspitzen der Gebrüder Lange. Neues aus deutschen Töpfen. Vorwort von Wolfram Siebeck. Droemer und Knaur, München 1998, ISBN 978-3-426-26984-8
- mit Stuart Pigott: Mit einem Schuss Wein. Ein Kochbuch der Gebrüder Lange. Mit Weinnotizen von Stuart Pigott. Hallwag, Bern 1998 ISBN 978-3-444-10512-8
- Die Rotweinelite Deutschlands. Ein Weinführer der Brüder Lange. Hallwag, Bern 1999 ISBN 978-3-444-10556-2
- Keine Angst vor Wein. Der ultimative Crashkurs der Brüder Lange. Hallwag, Bern 2000, ISBN 978-3-444-10589-0
- Crashkurs Wein. Hallwag, Bern 2001
  - Abenteuer Einkauf. ISBN 978-3-7742-0032-6
  - Stile, Trends und Moden. ISBN 978-3-7742-0004-3
  - Bella Italia. ISBN 978-3-7742-0033-3
- Das Weinlexikon. Begründet von Horst Dippel. S. Fischer, Frankfurt 2003, ISBN 978-3-596-15867-6
- Wein direkt. Erleben, kaufen, genießen bei 100 deutschen Winzern. Hallwag, München 2005, ISBN 978-3-7742-7690-1
- Crashkurs Weinprobe. Schnell und leicht verkosten lernen. Hallwag, München 2006 ISBN 978-3-8338-0147-1
- Wein einfach. Hallwag, München 2009 ISBN 978-3-8338-1674-1
- Das große Fressen. Ein kulinarischer Trip ans Ende der Nahrungskette. Eichborn, Frankfurt 2010, ISBN 978-3-8218-6603-1

(Alle Publikationen wurden gemeinsam verfasst mit Cornelius Lange.)

## Auszeichnungen
- Laves-Stipendium, 1994
- Sonderpreis des Prix du Champagne Lanson, 2004
- Amateur-Kochwettbewerb der Zeit, veranstaltet von Wolfram Siebeck, 1993
- Kochwettbewerb der Wochenzeitung Wochenpost, 1998